# Tram Edison serie 416-420
Le vetture Edison serie 416 ÷ 420 (rinumerate 39 ÷ 43 dopo il 1917) erano un gruppo di cinque elettromotrici progettate in concomitanza con l'elettrificazione della Milano-Corsico, alla quale erano in origine destinate. Chiamate per questo motivo Corsico negli anni di gestione Edison, acquisirono soltanto nel periodo STEL il nome di Biscia col quale rimasero note fino alla fine del loro servizio.

## Storia
Per quanto non si conosca l'anno esatto di costruzione, questo gruppo di cinque vetture venne quasi sicuramente costruito dopo il 1902, ossia dopo l'apertura della nuova rimessa di via Spontini, in previsione dell'elettrificazione della tranvia Milano-Corsico. Fin da subito, tuttavia, a causa dei ritardi nell'elettrificazione della linea, vennero impiegate sulla Milano-Monza, dove rimasero anche in seguito una presenza costante a causa della scarsità di materiale rotabile da impiegarvi.
Negli anni successivi, per queste vetture vennero progettate nove rimorchiate della serie 653-659, i cosiddetti Carminati lunghi, di costruzione Carminati & Toselli. I nuovi rimorchi presentavano infatti la stessa filosofia costruttiva delle motrici, con cassa dotata di lucernario superiore.
La tranvia Milano-Cinisello, aperta nel 1913, rappresentò la relazione principale sulla quale vennero dirottate a partire dagli anni Dieci le Corsico, utilizzate comunque anche sul nuovo prolungamento di Varedo, aperto due anni più tardi. Dopo il 1917 le vetture ricevettero la nuova colorazione bianco gesso e le nuove matricole da 39 a 43, passando nel 1919 alla neocostituita STEL, subentrata alla Edison nella gestione delle tranvie elettriche interurbane.
Nel 1939 le vetture entrarono nel parco ATM, mantenendo la stessa numerazione ma assumendo una nuova colorazione in due toni di verde.
Con la soppressione della Milano-Cinisello (1956), su cui negli ultimi anni erano state concentrate, le Biscia furono assegnate alle linee Milano-Corsico e Monza-Carate, dove effettuavano i treni più leggeri.
In seguito alla soppressione anche di queste due linee (la Monza-Carate nel 1961 e la Milano-Corsico nel 1966) le Biscia furono radiate e accantonate per la demolizione.